# Johann David Späth
Johann David Späth (* 29. April 1726 in Hohenmemmingen; † 2. November 1800 in Faurndau) war ein deutscher Orgelbauer in Faurndau.

## Leben
Johann David Späth wurde 1726 in Hohenmemmingen als Sohn des Orgelbauers Johann Georg Späth geboren. Er erlernte das Orgelbauerhandwerk und eröffnete seine Werkstatt in Faurndau. Von seinen Orgeln erhalten ist das Gehäuse der 1783 für Plüderhausen gebauten Orgel. Es befindet sich heute in Achstetten.